# Montségur-sur-Lauzon
Montségur-sur-Lauzon är en kommun i departementet Drôme i regionen Auvergne-Rhône-Alpes i sydöstra Frankrike. Kommunen ligger i kantonen Saint-Paul-Trois-Châteaux som tillhör arrondissementet Nyons. År 2022 hade Montségur-sur-Lauzon 1 371 invånare.

## Befolkningsutveckling
Antalet invånare i kommunen Montségur-sur-Lauzon
Referens:INSEE